# Kuliga (Sverdlovsk)
|  | Per a altres significats, vegeu «Kuliga». |

Kuliga (en rus: Кулига) és un poble de l'óblast de Sverdlovsk, a Rússia, segons el cens del 2010 tenia 95 habitants.